# Onthophagus furcillifer
Onthophagus furcillifer är en skalbaggsart som beskrevs av Bates 1891. Onthophagus furcillifer ingår i släktet Onthophagus och familjen bladhorningar. Inga underarter finns listade i Catalogue of Life.